# Ustnik (Jeziorany)
Ustnik (deutsch Lichtenhagen) ist ein Dorf in der polnischen Woiwodschaft Ermland-Masuren. Es gehört zur Stadt-und-Land-Gemeinde Jeziorany im Powiat Olsztyński.

## Geographische Lage
Ustnik liegt am Jezioro Ustnik (Lichtenhagener See), einem Naturschutzgebiet („Rezerwat Ustnik“) insbesondere für Sumpf- und Wasservögel. Das Dorf liegt 40 Kilometer nordöstlich der jetzigen Kreisstadt Olsztyn (Allenstein), und bis zur früheren Kreismetropole Reszel (Rößel) sind es 30 Kilometer. Das Verwaltungszentrum Jeziorany (Seeburg) ist vier Kilometer entfernt.

## Geschichte

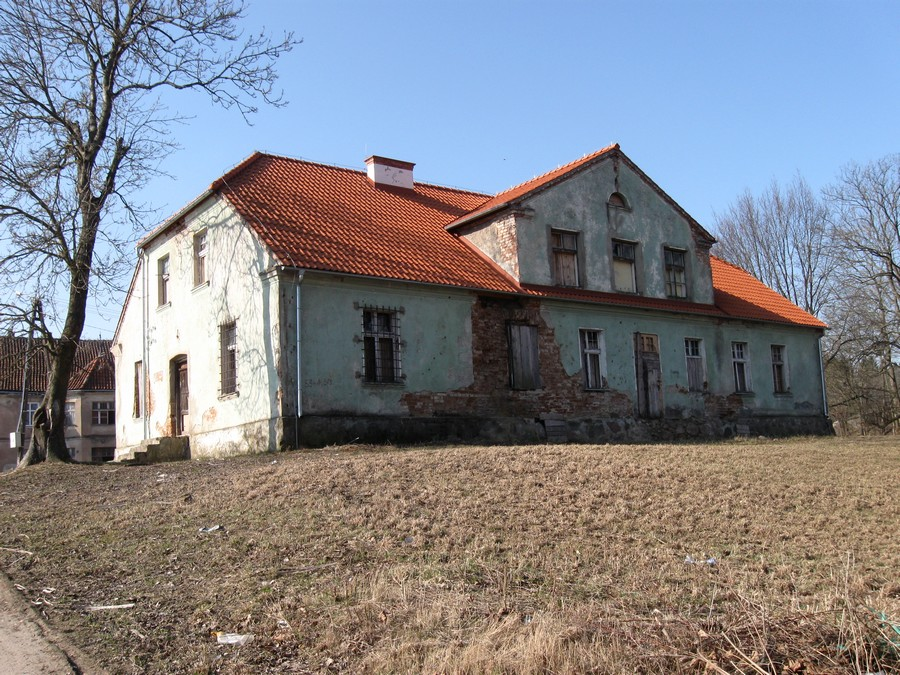
Das ehemalige Gutshaus Lichtenhagen aus dem 19. Jahrhundert im Jahre 2011

Das Gutsdorf hieß vor 1785 Wuxtenicken. Im 17. Jahrhundert war das Gut Eigentum der Familie von der Damerau-Dombrowski, im 18. Jahrhundert der Familie von Troschke und gegen Ende des 19. Jahrhunderts der Familie Kahsnitz.
Im Jahre 1874 wurde Lichtenhagen in den neu errichteten Amtsbezirk Voigtshof (heute polnisch: Wójtówko) im Landkreis Rößel und Regierungsbezirk Königsberg (ab 1905 Regierungsbezirk Allenstein) der preußischen Provinz Ostpreußen eingegliedert. Im Jahre 1910 waren hier 59 Einwohner registriert.

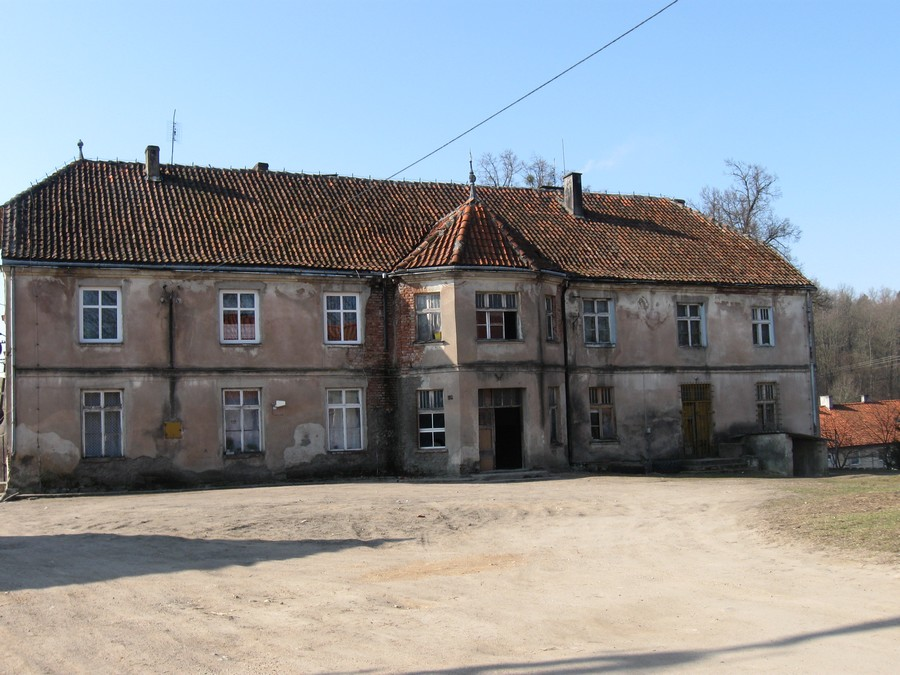
Das ehemalige Gutshaus vom Beginn des 20. Jahrhunderts im Jahre 2011

Obwohl das Lichtenhagener Gut über einen relativ kleinen Besitz von 220 Hektar verfügte, wurde dieser Besitz zu Beginn  des 20. Jahrhunderts geteilt und ein weiteres Gutshaus errichtet.
Aufgrund der Bestimmungen des Versailler Vertrags stimmte die Bevölkerung im Abstimmungsgebiet Allenstein, zu dem Lichtenhagen gehörte, am 11. Juli 1920 über die weitere staatliche Zugehörigkeit zu Ostpreußen (und damit zu Deutschland) oder den Anschluss an Polen ab. In Lichtenhagen stimmten 40 Einwohner für den Verbleib bei Ostpreußen, auf Polen entfielen keine Stimmen.
Am 30. September 1928 verlor der Gutsbezirk Lichtenhagen seine Eigenständigkeit und wurde in die Gemeinde Lekitten (heute polnisch: Lekity) eingemeindet. 1929 wurde der Amtsbezirk Voigtshof in „Amtsbezirk Walkeim“ (heute polnisch: Wilkiejmy) umbenannt.
Infolge des Zweiten Weltkrieges kam Lichtenhagen mit dem südlichen Ostpreußen zu Polen und erhielt den polnischen Namen „Ustnik“. Das Dorf ist heute in die Gmina Jeziorany (Seeburg) eingegliedert, die zum Powiat Olsztyński (Powiat Allenstein) in der Woiwodschaft Ermland-Masuren (1975 bis 1998 Woiwodschaft Olsztyn) gehört. Hier leben heute 60 Einwohner.

## Kirche
In Lichtenhagen war die Bevölkerung vor 1945 überwiegend katholischer Konfession. Die evangelischen Kirchenglieder machten etwa nur 15 % der Einwohnerschaft aus. Kirchdorf für beide Konfessionen war das benachbarte Seeburg (heute polnisch: Jeziorany), das katholischerseits zum Bistum Ermland und evangelischerseits zum Kirchenkreis Allenstein (Olsztyn) – bis 1893 Kirchenkreis Ermland – in der Kirchenprovinz Ostpreußen der Kirche der Altpreußischen Union gehörte.
Heute lebt eine fast ausnahmslos katholische Bevölkerung in Ustnik. Der Ort gehört nach wie vor zu Jeziorany (Seeburg), wo die Parafia  Świętego Bartłomieja die erste im Dekanat Jeziorany im jetzigen Erzbistum Ermland der Katholischen Kirche in Polen ist. Hier lebende evangelische Christen sind jetzt in die Pfarrei Olsztyn (Allenstein) in der Diözese Masuren der Evangelisch-Augsburgischen Kirche in Polen eingegliedert.

## Persönlichkeit des Ortes
- Egbert Otto (1905–1968), deutscher Politiker und Mitbegründer der Landsmannschaft Ostpreußen

## Verkehr

### Straßen
Ustnik liegt ein wenig abgelegen an einer Nebenstraße, die Wójtówko (Voigtshof) an der Woiwodschaftsstraße 593 mit Potryty (Potritten) verbindet. In Ustnik endet außerdem eine Nebenstraße, die von Lidzbark Warmiński (Heilsberg) über Klutajny hierher führt und den Anschluss an den Nachbarkreis Powiat Lidzbarski herstellt.

### Schienen
Ein Bahnanschluss über die nächste Bahnstation in Jeziorany (Seeburg) besteht seit 1996 nicht mehr, als die Bahnstrecke von Czerwonka (Rothfließ) nach Zinten (russisch: Kornewo) im Abschnitt Czerwonka–Lidzbark Warmiński geschlossen wurde.